# Magelona hobsonae
Magelona hobsonae är en ringmaskart. Magelona hobsonae ingår i släktet Magelona och familjen Magelonidae. Inga underarter finns listade i Catalogue of Life.